# Демченко Анатолій Миколайович
Демченко Анатолій Миколайович (6 квітня 1947, Львів, УРСР — 6 квітня 2012, Житомир, Україна) — український художник, член Національної Спілки художників України. Майстер станкового живопису.

## Життєпис
Народився у Львові, потім вчився і жив у Житомирі та в Києві. Там же здобув художню освіту: спочатку в художніх студіях Житомира, а потім в Київському державному художньому інституті, а також в Українській академії друкарства. Створив серію ліричних пейзажів середньої смуги України і натюрмортів, яким властиво тонке відчуття кольору, вишуканий смак, різноманітність композиційних прийомів.
Також Анатолій Демченко відомий як аквареліст і майстер графічних робіт. Основні творчі досягнення: розробка медалей для премій ім. Л. Курбаса, Малої Шевченківської премії, розпис інтер'єру готелю «Україна» в місті Києві, художнє оздоблення ювілейного видання «Михайло Грушевський»; плаката, присвяченого 5-річчю Незалежності України, книги В. Стадниченка «Тайвань, крок в ХХІ вік», буклета «Все про Україну» (для вступу в Раду Європи), видання книги «Духовні співи древньої України», розробка фірмових стилів Славістичного Університету, суспільства «Динамо», федерацій Самбо і рукопашного бою, ряду міністерств і відомств.
Був постійним учасником українських художніх виставок, автором більше 100 друкарських плакатів, книг, буклетів, листівок. Був яскравою та неординарною людиною.
Похований у місті Житомир, яке він дуже любив і де пройшла його молодість